# Деяния александрийских мучеников
Деяния александрийских мучеников (лат. Acta Alexandrinorum) — группа папирусных текстов, тематика которых связана с борьбой представителей греческой элиты Александрии против местных римских властей и еврейского населения города. Основным событием, к которому относится действие в папирусах данной группы является Александрийский погром 38 года. Ряд текстов находят подтверждение в других документах, но в целом, как считается, в них преобладает вымышленная составляющая. Слово «Деяния» (Acta) в названии указывает на то, что по форме данные тексты чаще всего представлены как протоколы судебных заседаний. В силу своеобразия, «Деяния» рассматривают как особый литературный жанр. Сохранность многих папирусов плохая, в связи с чем смыл текстов сложно интерпретировать. «Деяния» были обнаружены в 1895 году немецким археологом Ульрихом Вилькеном, полагавшим, что то были фрагменты имперских отчётов времён императора Траяна. Среди других гипотез — полемические памфлеты, фрагменты утраченного исторического сочинения, анти-еврейское повествование о языческих мучениках, опирающаяся на официальные записи художественная литература.
Александрия со времён завоевания Римом при Октавиане Августе имела ряд привилегий. С жителей города, в котором находилась резиденция римского губернатора, не взимался подушный налог лаография, а налоги на принадлежащую александрийцам прилегающую сельскую местность (хору) были снижены. Особый статус Александрии подчёркивала возможность для её эллинизированных жителей получения римского гражданства. Некоторые из них (Тиберий Клавдий Балбил, Тиберий Юлий Александр, Аппиан) занимали высокие государственные посты. В то же время, сами александрийцы были не довольны коррумпированным римским правлением. Запрет на созыв обычного для греческих полисов местного совета (буле) усугубил социальную напряжённость в городе, поскольку жители не верили в способность римских властей и совета старейшин (герусии) решить проблемы во взаимоотношениях между греческой и еврейской общинами. Нередко разногласия выливались в масштабные беспорядки, крупнейшие из которых произошли в 38 и 41 годах. Во второй половине I века и несколько раз во II веке евреи восставали против Римской империи, в том числе при активном участии александрийских евреев.
События 38 года — погром и последовавшие за ним посольства александрийцев в Рим, привели к образованию обширной литературной традиции. Авторов «Деяний» особенно интересовала судьба греческих участников посольств. В форме вымышленных судебных протоколов представители александрийского демоса высказывали свои претензии римским императорам из-за злоупотребления местных властей. Из них три фрагмента, в которых упоминаются Исидор и Дионисий, имеют явную антиеврейскую направленность. Фрагмент CPJ 156, по выражению британского археолога Идриса Белла, «один из интереснейших примеров александрийской пропагандистской литературы», повествует о суде императора Клавдия над гимнасиархом Исидором. Плохо сохранившийся CPJ 155 дополняет рассказ Филона о посольствах к Гаю. Как правило, истории завершались осуждением на казнь кого-либо из греческих делегатов. К группе собственно «деяний» примыкают сюжетно связанные истории — письма, рассказы, речи и т. д.
«Деяния» имели распространение в Египте с начала I века до середины III века. Большая часть сохранившихся папирусов датируется периодом между концом II века — начало III века, основные места обнаружения — Оксиринх, Гермополь, Панополис и деревни Файюмского оазиса. После того, как в 1895 году немецкий учёный Ульрих Вилькен первым установил сходство описаний посольств в Рим в нескольких папирусах из собраний Лондона и Парижа, было выдвинуто несколько теорий относительно формы, подлинности и назначении «Деяний». Сам Вилькен полагал, что то были фрагменты имперских отчётов времён императора Траяна. Неоднократно к «Деяниям» обращался антиковед М. И. Ростовцев. В своей статье 1901 года в журнале «Мир Божий» он связал беспорядки против римских властей с еврейскими погромами. В своей монографии «The Social and Economic History of the Roman Empire» Ростовцев указал на интонационную близость папирусных текстов высказываниям кинических философов. Первое издание «Деяний» подготовил в 1954 году американский филолог Герберт Музурилло (Herbert Anthony Musurillo). По мнению Музурилло, тексты были созданы под влиянием эллинистической и римской биографической литературы в аристократической среде Александрии, недовольной политикой оккупационных властей. К 1961 году, когда Музурилло подготовил для B. G. Teubner Verlag новое издание «Деяний», были обнаружены новые тексты и появились новые варианты их интерпретации. Тезис о значительной роли местных оппозиционных элит в последующих исследованиях опровергался. В 2008 году фундаментальное исследование «Деяний» предпринял в 2008 году Эндрю Харкер (Andrew Harker), по мнению которого произведение отражает более широкую полемику между греческим и не-греческим населением Александрии.